# Ũ

Ilustrace

Ũ (minuskule ũ) je písmeno latinky. Znak je složen z písmene U a tildy. Vyskytuje se v nauruštině, guaranštině, v přepisu vietnamštiny a v jedné z abeced votštiny. Toto písmeno se vyskytuje i v portugalštině, kde představuje nosové u. Ve votštině se vyslovuje jako zavřená střední nezaokrouhlená samohláska ɨ.